# Miśka Rada
Miśka Rada (ukr. Міська Рада) (do 2024 roku Budynok Rad, ukr. Будинок Рад)) – naziemna stacja szybkiego tramwaju w Krzywym Rogu na Ukrainie. Została otwarta 13 lutego 1988 r.

## Opis
Pod względem konstrukcyjnym stacja jest zbliżona do stacji „Prospekt Metałurhiw”: posiada sklepienie typu „charkowskiego”, dwa przejścia podziemne z wyjściami do miasta, pomieszczenia służbowe і okrągłe tunele po obu stronach. Różni się tylko dekoracją: ściany ozdobiono czerwonym marmurem, podłogę wyłożono sześciokątnymi płytkami przypominającymi plastry miodu. Wzdłuż każdej ściany toru znajdują się trzy mozaiki z motywami radzieckimi. Ruch na stacji jest lewostronny.